# 하스다이 크레스카스
하스다이 벤 아브라함 크레스카스(Hasdai ben Abraham Crescas 1340년 바르셀로나, 카탈로니아 – 1410/11년, 아라곤 사라고사 )는 카탈로니아계 유대인 철학자이자 유명한 할라키스트(유대인 율법 교사)였다. 마이모니데스와 함께 그는 유대 철학 에 대한 합리주의적 접근의 주요 실천가 중 한 사람으로 알려져 있다.
하스다이 크레스카스는 학자 집안 출신이다. 그는 탈무드의 권위자이자 위대한 독창성을 지닌 철학자가 되었다. 바뤼흐 스피노자에 대한 그의 깊은 영향으로 현대 사상의 역사에서 중요한 것으로 간주된다.
바르셀로나를 떠난 후 그는 아라곤에서 왕관 랍비의 행정직을 맡았다. 교사로 활동했던 것 같다.
크레스카스는 재력가였다. 따라서 그는 1393년 아라곤의 왕 요한 1세에 의해 삼촌 비탈리스 아즈다이의 유언을 집행하는 단독 집행자로 임명되었다. 그러나 그는 저명한 비유대인들에게도 높은 존경을 받았지만 그의 공동종교인들의 공통된 운명을 피하지 못했다. 1378년에 주인을 모독했다는 거짓 비난으로 교사와 함께 투옥된 그는 유대인이라는 이유로 개인적인 모욕을 당했다. 그의 외아들은 1391년에 바르셀로나에서 대학살로 사망했는데, 그 시기의 반유대주의 박해 기간 동안 그의 신앙을 위해 순교했다. 그럼에도 그는 믿음을 지켰다.
이러한 사별에도 불구하고 그의 정신력은 손상되지 않았다. 그를 유명하게 만든 작품은 그 끔찍한 해 이후에 쓰여졌다.
그의 간결한 철학적 저서 주님의 빛은 중세 아리스토텔레스주의에 대한 고전적인 유대교 논박이 되었고 16세기 과학 혁명의 선구자가 되었다.
그의 저작 중 3개가 보존되어 있다.
1. 그의 주요 작품, 또는 Adonai, 주님의 빛 .
2. 기독교의 주요 교리에 대한 설명과 논박. 이 논문은 1398년 카탈루냐어로 작성되었다. 카탈로니아어 원본은 더 이상 존재하지 않다. 그러나 Joseph ibn Shem-Tov 의 히브리어 번역("그리스도인의 기본 원칙에 대한 논박")은 보존되었다. 이 작품은 스페인 귀족들의 권유로 작곡되었다. 사실상 유대교에 대한 변증적 논문인 크레스카스의 기록 목적은 유대인들이 조상의 믿음을 굳게 지킨 이유를 제시하는 것이었다.
3. 아비뇽 회중에게 보낸 편지에서 그는 1391년의 박해 사건에 대해 언급하고 있다.